# Пјетранзијери
Пјетранзијери (итал. Pietransieri) је насеље у Италији у округу Л'Аквила, региону Абруцо.
Према процени из 2011. у насељу је живело 339 становника. Насеље се налази на надморској висини од 1337 м.